# Johann Wilhelm Österreich
Johann Wilhelm Österreich (* 26. April 1800 in Wolfenbüttel; † 5. Dezember 1880 in Braunschweig) war ein braunschweigischer Beamter und Politiker.

## Leben
Johann Wilhelm Österreich besuchte das Gymnasium in Wolfenbüttel und studierte Rechtswissenschaft in Göttingen. Danach war er zunächst als Rechtsanwalt in Wolfenbüttel tätig. Von 1823 bis 1825 war er Aktuar beim Kreisgericht Wolfenbüttel. 1826 wurde er Prokurator beim Landgericht und 1827 Gehilfe beim Hauptlandesarchiv Wolfenbüttel. 1833 wurde er von der Ständeversammlung des Herzogtums Braunschweig zum Landessyndikus gewählt. Von 1850 bis 1866 war er Vorsitzender der Stadtverordnetenversammlung in Braunschweig.
1850 gehörte er dem Erfurter Unionsparlament an. Von 1867 bis 1871 war er für den Reichstagswahlkreis Herzogtum Braunschweig 1 (Braunschweig, Blankenburg) und die Nationalliberale Partei Mitglied des Reichstags des Norddeutschen Bundes. In dieser Eigenschaft gehörte er seit 1868 auch dem Zollparlament an.